# Ali Zaoua prince de la rue
Ali Zaoua prince de la rue é um filme de drama marroquino de 2000 dirigido e escrito por Nabil Ayouch. Foi selecionado como representante de Marrocos à edição do Oscar 2001, organizada pela Academia de Artes e Ciências Cinematográficas.

## Elenco
- Maunim Kbab
- Abdelhak Zhayra
- Hicham Moussaune
- Amal Ayouch
- Mustapha Hansali
- Saïd Taghmaoui